# Первомайське міське поселення (Шилкинський район)
Первома́йське міське поселення (рос. Первомайское городское поселение) — міське поселення у складі Шилкинського району Забайкальського краю Росії.
Адміністративний центр — селище міського типу Первомайський.

## Населення
Населення міського поселення становить 11775 осіб (2019; 12709 у 2010, 13862 у 2002).

## Склад
До складу міського поселення входять:
| Населений пункт                     | Населення, осіб (2002) | Населення, осіб (2010) |
| ----------------------------------- | ---------------------- | ---------------------- |
| Первомайський, селище міського типу | 13098                  | 12154                  |
| Солнцево, село                      | 352                    | 279                    |
| Уненкер, село                       | 244                    | 170                    |
| Шиванда, село                       | 168                    | 106                    |